# X-Crise
X-Crise est un cercle de réflexion et de débats sur l'économie, rassemblant d'anciens élèves de l'École polytechnique. Conséquence de la Grande Dépression qui suit le krach de 1929, ce groupe fondé par Gérard Bardet, André Loizillon et John Nicolétis est né à l'automne 1931 et s’est transformé en 1933 en Centre polytechnicien d'études économiques. On compte parmi les acteurs de ce groupe Raymond Abellio, Alfred Sauvy, Louis Vallon, Jean Coutrot, Jules Moch.
Il adopte une approche planiste plutôt antilibérale : nationalisation des chemins de fer et du secteur de l'énergie, contrats de travail collectifs, importance accordée au syndicalisme. On le considère aussi comme un creuset de la technocratie. La Seconde Guerre mondiale divise le groupe, certains rejoignant la Résistance (Jules Moch, Louis Vallon), d'autres s'engageant auprès du régime de Vichy ou dans la Collaboration (Raymond Abellio, Jean Coutrot, Robert Gibrat, Gérard Bardet, Charles Spinasse). Tout au long de son existence, X-Crise organise également des réunions publiques en accueillant également des personnalités non polytechniciennes. Le groupe fonctionne aussi comme un lieu de rencontre entre des techniciens engagés et des personnalités politiques ou intellectuelles.

## Historique

### 1931-1935: le développement

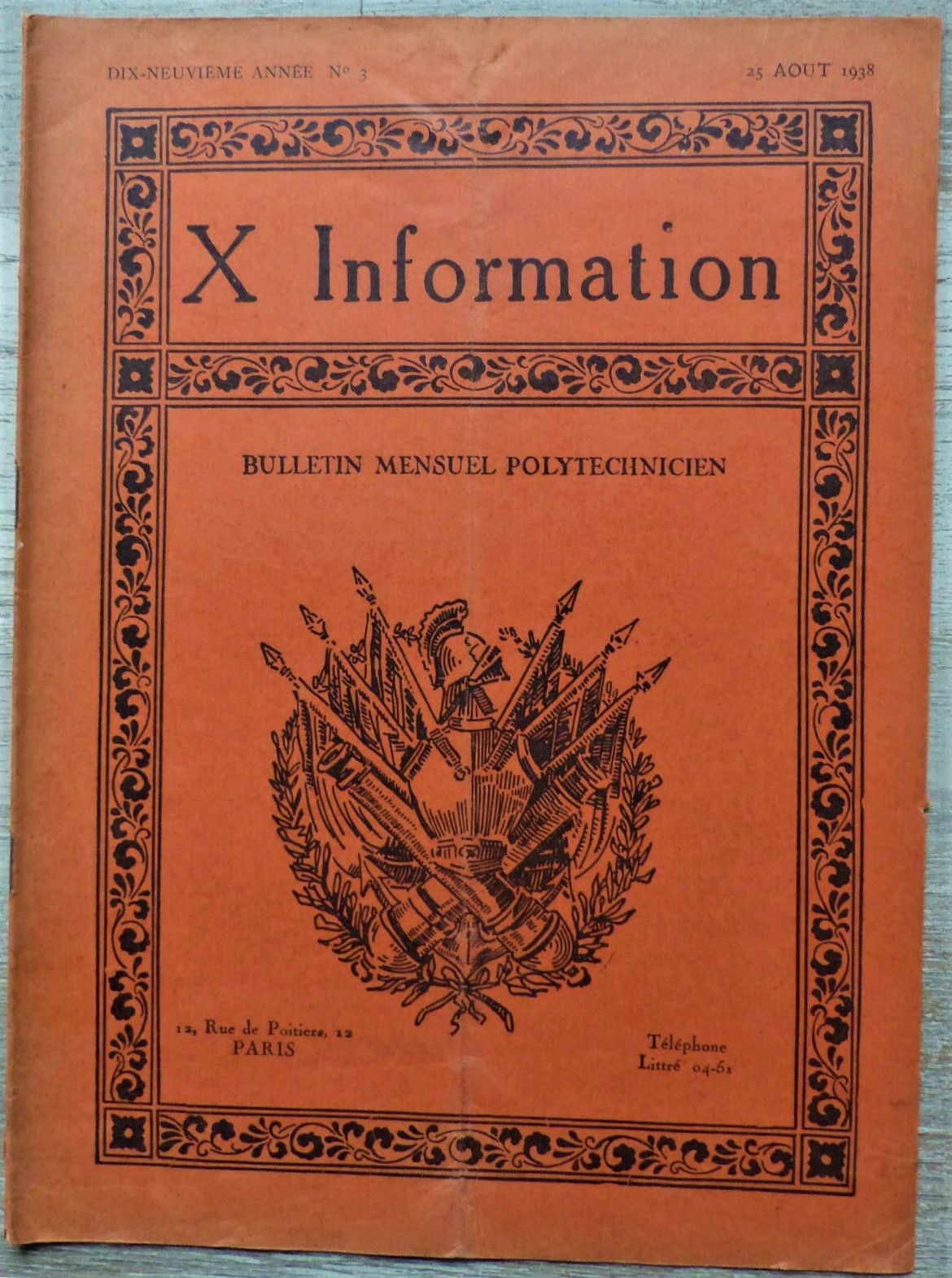
X Information. Bulletin mensuel polytechnicien, 19e année, no 3, 25 août 1938.

Le 25 août 1931, parait un article dans le bulletin de l’École Polytechnique, X Information, un article d'un jeune polytechnicien nommé Gérard Bardet, intitulé « Réflexions sur le monde présent ». Cet article interpelle les polytechniciens sur la nécessité d'engager une réflexion et des études pour résoudre les graves problèmes posés par la crise économique, conséquence de la Grande Dépression, à laquelle le gouvernement d'alors semble porter peu d'attention.
Le numéro d'octobre appelle les polytechniciens à rejoindre le noyau initial d'un groupe d'étude nommé X-Crise et constitué des polytechniciens Gérard Bardet, André Loizillon et John Nicolétis. Leur intention est de fonder un véritable groupe de réflexion, indépendant de toute idéologie politique et respectueux des opinions de chacun, consacré à une étude scientifique, mathématique et rigoureuse des problèmes économiques et sociaux.
Une douzaine de polytechniciens sont présents dès les premières réunions, dont Jean Coutrot, personnage majeur du groupe X-Crise, mais le nombre d'ingénieurs désirant participer croît rapidement, attirés par une atmosphère créative et tolérante, et par un programme de conférences et de recherche de qualité. Après dix-huit mois, en 1933, le nombre de participants atteint les 500.
À l'automne 1933, le groupe X-Crise se transforme en une association loi de 1901. Le Centre polytechnicien d'études économiques (C.P.E.E.) s'ouvre officiellement aux non-polytechniciens. Rejoignent alors le groupe des enseignants, des administrateurs, des technocrates et des entrepreneurs. Le centre organise des études, des conférences, des notes de lecture et des débats, relayés par un bulletin mensuel.

### 1936-1939: la maturité
En 1936, le C.P.E.E devient une institution familière et prestigieuse au sein des cercles économiques et politiques. À cette époque, on compte 2 000 adhérents au C.P.E.E., parmi lesquels 700 non-polytechniciens.
Le groupe est dissous par la défaite de 1940.

### Héritage
Le groupe X-Sursaut est créé en juillet 2005 par 60 polytechniciens afin de « proposer au gouvernement une stratégie macroéconomique pour la croissance et d'apporter un éclairage sur les obstacles structurels qui entravent le dynamisme de [l'] économie [française] ». La constitution du groupe s'apparente à un retour à la forme originelle, non académique, d'X-Crise. En revanche la posture de ses membres est résolument libérale, à l'inverse de l'interventionnisme voire du planisme souvent défendu au sein d'X-Crise.
Le groupe X-Alternative est créé en septembre 2019 par 58 polytechniciens, notamment à la suite du mouvement des Gilets Jaunes, afin de proposer « un espace de réflexion ouvert, dans le respect de[s] principes fondamentaux ». Le groupe est résolument social et souverainiste, et revendique une filiation avec le Conseil National de la Résistance.
L'ACADI (Association de Cadres Dirigeants pour le Progrès social et économique) est créée en février 1946. Elle revendique une filiation directe avec le groupe X-Crise, dont elle affirme partager les racines humanistes. Durant les Trente Glorieuses, l'association a eu une influence notable en soutenant des avancées socio-économiques comme le logement et le dialogue social[source secondaire nécessaire]. Face à la mondialisation, l'ACADI a plus récemment orienté ses travaux vers des sujets tels que l'éthique du dirigeant, l'efficacité de l'État et les nouvelles formes de participation citoyenne.

## Travaux et orientation politique
Toutes les tendances politiques sont représentées au sein du groupe X-Crise, même si - dès les premiers travaux - la tendance générale du groupe est de remettre en cause l'économie libérale dont la crise révèle les faiblesses, et de promouvoir une « économie coordonnée », avec une forte tendance technocratique.
Trois tendances se dessinent : une tendance libérale rassemble à droite ceux qui se définissent comme les « partisans de la liberté » comme Clément Colson, Jacques Rueff, René Duchemin et François Divisia, au centre les partisans d'une économie capitaliste dirigée comme Bardet, Loizillon, Branger, Coutrot, Gibrat ou Auguste Detœuf qui sont majoritaires et l'aile gauche est formé par des socialistes comme Charles Spinasse, John Nicolétis, Jules Moch, Louis Vallon, Barthélemy Montagnon, Marc Bloch, Alfred Sauvy ou Netter, qui sont pour certains tentés par les expériences collectivistes d'Europe de l'Est.
Au terme de six mois de discussions et de travaux, Bardet présente les premières orientations générales des travaux du groupe, qui allaient être représentatives des travaux futurs. Bardet dénonce l'incompétence des politiques en matière de planification technique et économique et leur tendance à vouloir préserver à tout prix les anciens modèles économiques plutôt qu'à rechercher et corriger les problèmes ayant suscité la crise.
Suit une analyse de la crise, déclinée en causes structurelles et conjoncturelles. Si les secondes semblent d'après le groupe aisément surmontables, les premières nécessitent une réforme en profondeur de la société, avec davantage d'implication de l'état dans l'économie et le développement d'une protection sociale. Au niveau de l'organisation du gouvernement, Bardet préconise une articulation entre un corps législatif et un corps d'experts techniques qui supervisent les projets économiques et qui ont un rôle de conseil et de documentation.

## Membres
Parmi ses membres, on peut citer notamment Jacques Barnaud, Louis Vallon, Pierre Pucheu, Jules Moch, Jean Coutrot et Jacques Rueff.